# Klaus-Jürgen Steinmann
Klaus-Jürgen Steinmann (auch Klausjürgen Steinmann; * 7. August 1941 in Landsberg an der Warthe) ist ein deutscher Schauspieler.

## Leben
Steinmann wuchs in Halberstadt auf. Auf die Schulzeit folgte eine dreijährige Lehre mit einem erfolgreichen Abschluss als Mechaniker. Von 1960 bis 1963 diente er bei den Seestreitkräften/Volksmarine. Von 1963 bis 1966 studiert er an der Staatlichen Schauspielschule Berlin, der heutigen Hochschule für Schauspielkunst „Ernst Busch“. Während des Studiums erhielt Steinmann einige Gastrollen am Deutschen Theater und an dem Berliner Ensemble. Daraufhin folgte ein zweijähriges Engagement am Landestheater Parchim und schließlich war er für zwei Jahre am Staatstheater Schwerin. Zu seinen Rollen zählten u. a. Macduff, Wachtmeister Werner, Wurm, Valentin und Tempelherr.
Von 1970 bis 1991 war Steinmann festes Mitglied des Schauspielensembles beim Deutschen Fernsehfunk. Während dieser Zeit erhielt er Gastrollen im Jugendtheater Dresden. Ab 1975 war er Leiter, Regisseur und Autor der „Märchenspiele-Berlin“. Von 1984 war Steinmann Leiter des „Berliner-Solisten-Teams“, einem Tourneeensemble mit musikalisch-literarischen Programmen und Lesungen.

## Filmografie (Auswahl)
- 1971: Rottenknechte (TV-Mehrteiler)
- 1971: Polizeiruf 110: Der Fall Lisa Murnau (Fernsehreihe)
- 1973: Polizeiruf 110: Nachttresor
- 1973: Nachtredaktion (Fernsehspiel)
- 1973: Zement (Fernsehfilm, zwei Teile)
- 1974: Die Frauen der Wardins (Fernseh-Dreiteiler)
- 1975: Polizeiruf 110: Das letzte Wochenende
- 1975: Kriminalfälle ohne Beispiel: Mord im Märkischen Viertel (Fernsehreihe)
- 1975: Polizeiruf 110: Ein Fall ohne Zeugen
- 1975–1990: Der Staatsanwalt hat das Wort (Fernsehreihe, sechs Folgen)
- 1976: Aschenbrödel
- 1976: Polizeiruf 110: Bitte zahlen
- 1976: Polizeiruf 110: Eine fast perfekte Sache
- 1977: Polizeiruf 110: Die Abrechnung
- 1977: ...inklusive Totenschein (Fernsehfilm)
- 1977: Zweite Liebe – ehrenamtlich
- 1978: Polizeiruf 110: Schuldig
- 1979: Karlchen, durchhalten!
- 1979: Polizeiruf 110: Barry schwieg
- 1979: Polizeiruf 110: Die letzte Fahrt
- 1980: Archiv des Todes (Fernsehserie, zwei Folgen)
- 1980: Polizeiruf 110: Der Hinterhalt
- 1980: Polizeiruf 110: Zeuge gesucht
- 1981: Polizeiruf 110: Der Schweigsame
- 1982: Soviel Wind und keine Segel (Fernsehfilm)
- 1984: Front ohne Gnade (Fernsehserie, sechs Folgen)
- 1984: Polizeiruf 110: Schwere Jahre (1. Teil)
- 1984: Polizeiruf 110: Schwere Jahre (2. Teil)
- 1985–1986: Zahn um Zahn – Die Praktiken des Dr. Wittkugel (Fernsehserie, zwei Folgen)
- 1986: Jan auf der Zille
- 1986: Treffpunkt Flughafen (Fernsehserie, eine Folge)
- 1987: Polizeiruf 110: Im Kreis
- 1988: Polizeiruf 110: Der Kreuzworträtselfall
- 1989: Die gläserne Fackel (Fernsehmehrteiler)
- 1991: Wie gut, daß es Maria gibt (Fernsehserie, eine Folge)
- 1991: Luv und Lee (Fernsehserie, eine Folge)
- 1991: Polizeiruf 110: Der Riß
- 1991: Polizeiruf 110: Mit dem Anruf kommt der Tod
- 1992–1996: Wolffs Revier (Fernsehserie, zwei Folgen)
- 1993: Tatort – Kesseltreiben (Fernsehreihe)
- 1993: Unser Lehrer Doktor Specht (Fernsehserie, vier Folgen)
- 1993: … und der Himmel steht still (The Innocent)
- 1994: Immer wieder Sonntag (Fernsehserie, eine Folge)
- 1994: Liebling Kreuzberg (Fernsehserie, zwei Folgen)
- 1994: Elbflorenz (Fernsehserie, eine Folge)
- 1994–1995: Wir sind auch nur ein Volk (Fernsehserie, drei Folgen)
- 1995: Die Straßen von Berlin  (Fernsehserie, eine Folge)
- 1995: Frauenarzt Dr. Markus Merthin (Fernsehserie, eine Folge)
- 1996: Alarm für Cobra 11 – Die Autobahnpolizei (Fernsehserie, eine Folge)
- 1996–2006: Ein Fall für zwei (Fernsehserie, sieben Folgen)
- 1997: Ärzte – Vollnarkose
- 1997: Balko (Fernsehserie, eine Folge)
- 1997: Der Fahnder (Fernsehserie, eine Folge)
- 1997: Die Wache (Fernsehserie, eine Folge)
- 1997: Polizeiruf 110: Heißkalte Liebe
- 1997–1999: Dr. Sommerfeld – Neues vom Bülowbogen (Fernsehserie, fünf Folgen)
- 1999: Der Clown (Fernsehserie, eine Folge)
- 1999: Die Männer vom K3 (Fernsehserie, eine Folge)
- 1999: Die Rettungsflieger (Fernsehserie, eine Folge)
- 1999: Großstadtrevier (Fernsehserie, eine Folge)
- 2000: Polizeiruf 110: Tote erben nicht
- 2001: Polizeiruf 110: Jugendwahn
- 2002: Polizeiruf 110: Henkersmahlzeit
- 2003: Polizeiruf 110: Mama kommt bald wieder
- 2004: Der Untergang
- 2004: Polizeiruf 110: Barbarossas Rache
- 2004: Polizeiruf 110: Ein Bild von einem Mörder
- 2004: Polizeiruf 110: Rosentod
- 2005: Polizeiruf 110: Die Tote aus der Saale
- 2005: Polizeiruf 110: Heimkehr in den Tod
- 2006: Polizeiruf 110: Bis dass der Tod euch scheidet
- 2006: Polizeiruf 110: Schneewittchen
- 2006: Polizeiruf 110: Tod im Ballhaus
- 2007: Polizeiruf 110: Tod eines Fahnders
- 2007: Polizeiruf 110: Tod in der Bank
- 2007: Polizeiruf 110: Verstoßen
- 2007: Spielzeugland (Kurzfilm)
- 2008: Polizeiruf 110: Keiner schreit

## Hörspiele
- 1980: Norbert Klein: Alles ist anders (Blümchen) – Regie: Wolfgang Brunecker (Hörspielreihe: Neumann, zweimal klingeln – Rundfunk der DDR)
- 1981: Reinhard Griebner: Schlachtenbummler (Polizist) – Regie: Joachim Gürtner (Hörspielreihe: Neumann, zweimal klingeln – Rundfunk der DDR)